# شهرستان یکه‌باغ
ناحیهٔ یکه‌باغ (به ازبکی: Yakkabog' tumani، یکه‌باغ تومنی) یک ناحیه (شهرستان) در ازبکستان است که در ولایت کشک‌دریا واقع شده‌است.